# Micpe Szalem
Micpe Szalem (hebr.: מצפה שלם) – kibuc położony w samorządzie regionu Megillot, w Dystrykcie Judei i Samarii, w Izraelu.
Leży na zachodnim wybrzeżu Morza Martwego.
Członek Ruchu Kibuców (Ha-Tenu’a ha-Kibbucit).

## Historia
Założenie osady nastąpiło w 1970, kiedy to w tym miejscu utworzono izraelski posterunek wojskowy. W 1976 osiedlili się w nim cywilni osadnicy żydowscy i nastąpiło założenie kibucu.

## Gospodarka
Gospodarka kibucu opiera się na uprawach palm i turystyce. Z przemysłu znajdują się tutaj zakłady produkujące kosmetyki „Ahava”.